# Adamovec
Adamovec is een plaats in de gemeente Zagreb in de Kroatische provincie Stad Zagreb. De plaats telt 984 inwoners (2001).